# Liste der Kulturdenkmäler in Leimsfeld
Die folgende Liste enthält die in der Denkmaltopographie ausgewiesenen Kulturdenkmäler auf dem Gebiet des Ortsteils Leimsfeld der Gemeinde Frielendorf, Schwalm-Eder-Kreis, Hessen.
Hinweis: Die Reihenfolge der Denkmäler in dieser Liste orientiert sich an der Anschrift, alternativ ist sie auch nach der Bezeichnung oder der Bauzeit sortierbar.
Kulturdenkmäler werden fortlaufend im Denkmalverzeichnis des Landes Hessen durch das Landesamt für Denkmalpflege Hessen auf Basis des Hessischen Denkmalschutzgesetzes (HDSchG) geführt. Die Schutzwürdigkeit eines Kulturdenkmals hängt nicht von der Eintragung in das Denkmalverzeichnis des Landes Hessen oder der Veröffentlichung in der Denkmaltopographie ab.

| Bild                                  | Bezeichnung                           | Lage                                                          | Beschreibung                                                      | Bauzeit                            | Daten |
| ------------------------------------- | ------------------------------------- | ------------------------------------------------------------- | ----------------------------------------------------------------- | ---------------------------------- | ----- |
| Bild gesucht BW                       | Gesamtanlage Leimsfeld                | Lage                                                          | Das Dorf Leimsfeld stellt eine Gesamtanlage nach § 18 HDSchG dar. | meist um 1800                      |       |
| Bild gesucht BW                       | Wohnwirtschaftsgebäude Hintergasse 10 | Hintergasse 10 LageFlur: 10, Flurstück: 12/5                  |                                                                   | 1933                               |       |
| Bild gesucht BW                       | Hofanlage Hintergasse 7, 9, 11        | Hintergasse 7, 9, 11 LageFlur: 10, Flurstück: 96/14 und 96/15 |                                                                   | 1855                               |       |
| Bild gesucht BW                       | Ernhaus Hintergasse 13                | Hintergasse 13 LageFlur: 10, Flurstück: 97/3                  |                                                                   | um 1800                            |       |
| Wohnwirtschaftsgebäude Hintergasse 15 | Wohnwirtschaftsgebäude Hintergasse 15 | Hintergasse 15 LageFlur: 10, Flurstück: 98/2                  |                                                                   |                                    |       |
| Bild gesucht BW                       | Fachwerkhaus Kasseler Straße 4        | Kasseler Straße 4 LageFlur: 11, Flurstück: 12/2               |                                                                   |                                    |       |
| Bild gesucht BW                       | Fachwerkhaus Mühlengrund 1            | Mühlengrund 1 LageFlur: 1, Flurstück: 76/3                    |                                                                   | Zweite Hälfte des 19. Jahrhunderts |       |
| Bild gesucht BW                       | Fachwerkhaus Mühlengrund 6            | Mühlengrund 6 LageFlur: 10, Flurstück: 69/1                   |                                                                   | 1860                               |       |
| Bild gesucht BW                       | Fachwerkhaus Mühlengrund 11           | Mühlengrund 11 LageFlur: 10, Flurstück: 61/1                  |                                                                   | 1764                               |       |
| weitere Bilder                        | Hofanlage Querstraße 1                | Querstraße 1 LageFlur: 9, Flurstück: 37/1                     |                                                                   | 1804                               |       |
| Leimsfeld - Querstraße 2              | Ernhaus Querstraße 2                  | Querstraße 2 LageFlur: 9, Flurstück: 39/3                     |                                                                   |                                    |       |
| Leimsfeld - Querstraße 6              | Wohnhaus Querstraße 6                 | Querstraße 6 LageFlur: 9, Flurstück: 42/2                     |                                                                   | 1810                               |       |
| Querstraße 9                          | Wohnwirtschaftsgebäude Querstraße 9   | Querstraße 9 LageFlur: 10, Flurstück: 99/4                    |                                                                   | Frühes 19. Jahrhundert             |       |
| Bild gesucht BW                       | Ernhaus Steingasse 4                  | Steingasse 4 LageFlur: 10, Flurstück: 19/1                    |                                                                   | Frühes 19. Jahrhundert             |       |
| Wüsterotstraße 22                     | Ernhaus Wüsterotstraße 22             | Wüsterotstraße 22 LageFlur: 9, Flurstück: 26/4                |                                                                   | 1824                               |       |
| weitere Bilder                        | Ernhaus Wüsterotstraße 24             | Wüsterotstraße 24 LageFlur: 9, Flurstück: 24/2                |                                                                   | 1840                               |       |
| Bild gesucht BW                       | Auszugshaus Zur Kirche 6              | Zur Kirche 6 LageFlur: 9, Flurstück: 85/33                    |                                                                   | Mittleres 18. Jahrhundert          |       |
| Bild gesucht BW                       | Wohnhaus Zur Kirche 7                 | Zur Kirche 7 LageFlur: 10, Flurstück: 11/1                    |                                                                   | 1821                               |       |
| Kirche Leimsfeld                      | Evangelische Filialkirche             | Zur Kirche 11 LageFlur: 9, Flurstück: 46/2 und 47             |                                                                   | 1786                               |       |
| Bild gesucht BW                       | Wohnwirtschaftsgebäude Zur Kirche 13  | Zur Kirche 13 LageFlur: 9, Flurstück: 49/8                    |                                                                   | Mittleres 19. Jahrhundert          |       |
| Bild gesucht BW                       | Scheune Zur Kirche ohne Nummer        | Zur Kirche ohne Nummer LageFlur: 10, Flurstück: 13            |                                                                   | 1860                               |       |